# Félix Gaffiot

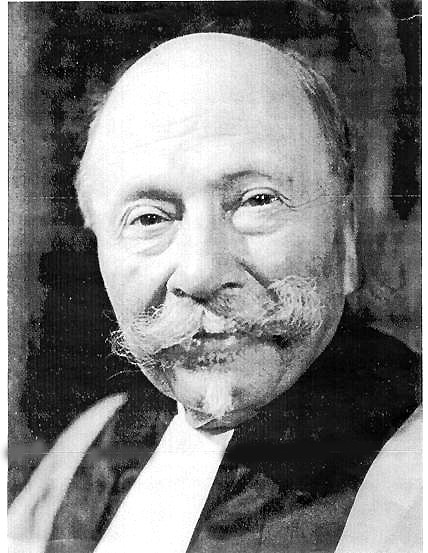

Félix Gaffiot (Liesle, 27 september 1870 – Mouchard, 2 november 1937) was een Franse latinist en auteur van het standaardwerk Geïllustreerd Woordenboek Latijn-Frans.

## Levensloop
Hij groeide op in de Franche-Comté. Hij was leraar Latijn kortstondig in Pont-à-Mousson en, nadien, vele jaren in middelbare scholen in het Centraal Massief (Puy-en-Velay; Clermont-Ferrand). In 1906 behaalde hij een doctoraat in de letteren aan de universiteit van Sorbonne in Parijs. Hij ontwikkelde er zijn Méthode de Langue Latine; hiermee wilde hij een direct verband leggen tussen de kennis van het Latijn en deze van de Franse taal. Hij wilde hiermee de studie van de Latijnse taal aantrekkelijk en inzichtelijk maken voor (Franstalige) leerlingen van het middelbaar onderwijs. Hij was hoogleraar aan de Sorbonne van 1906 tot 1927.
Tijdens de Eerste Wereldoorlog was hij eerst aan het front in de Garonne en was dan in Parijs te werk gesteld in het militair ziekenhuis Val-de-Grâce. De uitgeverij Hachette Livre gaf hem de opdracht in de jaren '20 om een woordenboek Latijn-Frans te schrijven met illustraties, zodat het vlot kon gelezen worden. Met behulp van duizenden steekkaarten die hij volschreef was hij na 10 jaar klaar. Het werd de Dictionnaire Latin-Français (1934), kortweg de Gaffiot of Grand Gaffiot, wat een commercieel succes werd alsook het standaardwoordenboek Latijn voor Franstaligen.
Ondertussen had hij de universiteit van Sorbonne omgeruild voor deze van Besançon (1927), gelegen in zijn geboortestreek. Hij zette zich hier in voor een degelijke scholing van leraren Latijn. In 1933 werd hij decaan van de faculteit Letteren van Besançon. Hij overleed bij een auto-ongeluk in 1937.